# Zetor 11741
Zetor 11741 – czeski ciągnik rolniczy z grupy Zetorów Forterra.

## Dane techniczne
Silnik
- Model Euro I SAME 1000.6WT1, Euro II SAME 1000.6WT1E
- Typ turbodoładowany
- System chłodzenia chłodzony cieczą
- Liczba cylindrów 6
- Pojemność (cm³) 6000
- Moc maksymalna [kW] / [KM] 88 / 120
- Maksymalna prędkość obrotowa (obr./min) 2350
- Maks. moment obrotowy silnika (Nm/obr) 480/1400
- Zapas momentu obrotowego % 35
- Średnica cylindra / skok tłoka (mm) 105 × 115,5

Sprzęgło
- Marki LUK
- Jednostopniowe, suche, sterowane hydraulicznie
- Średnica tarczy 325 mm

Skrzynia przekładniowa
- Mechaniczna, w pełni zsynchronizowana z trójstopniowym wzmacniaczem
- Liczba biegów przód/tył 24/18
- Max. prędkość(km/h) 40

Wał odbioru mocy
- Zależny i niezależny
- Prędkość (obr./min) 540 / 1000
- mokre, wielotarczowe sprzęgło

Przedni most napędowy
- Carraro 20.19
- Automatyczna blokada mechanizmu różnicowego typu limited slip
- Oscylacja +/− 12 stopni

Hamulce
- Hydrauliczne, tarczowe mokre
- Inst. ster. hamulcami przyczep pneumatyczne lub hydrauliczne

Układ kierowniczy
- Hydrostatyczny

Układ hydrauliczny
- EHR Bosh
- TUZ kategorii II
- Siła podnoszenia (Kn) 58,5
- Udźwig podnośnika (kg) 5850
- Rozdzielacz 2 lub 3 sekcyjny
- Wydatek pompy (l / min.) 60 / 70 (opcja)
- Ciśnienie nominalne (Mpa) 18

Kabina bezpieczna BK 7341
- Tłumik umiejscowiony w narożniku kabiny

Ogumienie
- Przód 14,9-24
- Tył 18,4-38

Rozstaw kół (mm)
- Przód 1655 – 2030
- Tył 1500 – 1800

Zbiornik paliwa
- 180 l

Wymiary (mm)
- Długość 5233
- Wysokość 2827
- Szerokość przy standardowym ogumieniu 2192
- Masa bez obciążników (kg) 4696